# Pleopeltis intermedia
Pleopeltis intermedia är en stensöteväxtart som beskrevs av M. Kessler och A. R. Sm. Pleopeltis intermedia ingår i släktet Pleopeltis och familjen Polypodiaceae. Inga underarter finns listade.